# 台州职业技术学院

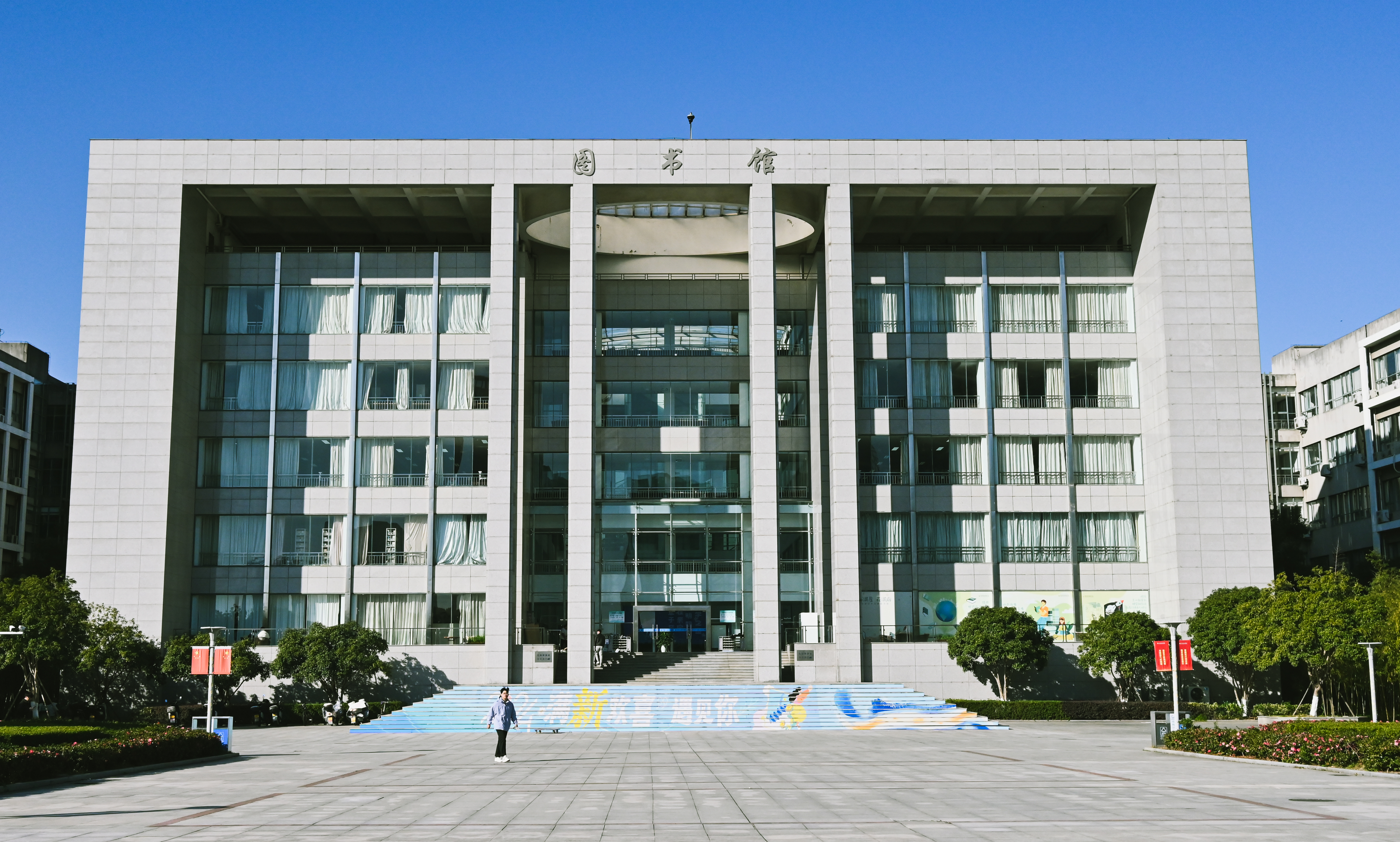
台州职业技术学院图书馆

台州职业技术学院，简称台职院，是位于浙江省台州市椒江区的一所高等职业技术教育学校，由台州市人民政府主办，于2001年5月成立，下设8个二级学院，33个专业，覆盖区域主导产业和特色行业。为全国优秀高职院校、国家产教融合发展工程规划项目推荐学校，设立了全国首家校企合作的混合所有制汽车学院。学院的专利转让率高出全国平均转让率的两倍以上。与美国印第安纳理工学院、東南科技大學、育達科技大學、香港專業教育學院等学校都有合作关系。

## 历史

### 创校
在全国掀起办高等职业技术教育学校（高等技校）的热潮下，1998年4月29日，中国共产党台州市委员会决定在台州市中心区筹建一所高等技校，取名为“台州职业技术学院”，并将相关建设工程列入台州市重点项目。随后，一个名为“高校园区工程建设领导小组”的机构成立。12月25日，一期工程奠基开工。次年7月15日，“台州教育集团”成立，学院实行集团董事局领导下的院长负责制。9月15日，通过挂靠台州师专（现台州学院），学校面向全省招到学生499名。同年12月6日，浙江省人民政府批准筹建台州职业技术学院。跨入21世纪，2000年5月12日，台州职业技术学院（筹）正式揭牌。随后学校正式发文，共设立五系一部。2001年5月15日，浙江省人民政府批准成立台州职业技术学院。全省当时共有32所筹建高等职业技术学院，该校是首批批准“摘筹转正”的四所高职院校之一。5月17日，时任浙江省副省长鲁松庭向台州职业技术学院副院长张达明授牌，标志着台州职业技术学院的正式成立。6月18日，台州市委、市政府举行庆典仪式，庆祝学院的正式成立。

### 发展
2003年2月10日，台职院从社会力量举办的民办体制向政府举办的公办体制转变，成为台州市政府举办的高等职业技术学院。8月8日，台州工业学校并入台职院。同年，学院的领导体制也发生转变，从“集团董事局领导下的院长负责制”转为“党委领导下的院长负责制”。2006年4月，浙江贸易经济学校成建制亦并入台职院。在教育部专家组和浙江省教育厅的验收肯定下，学院办学规模进一步扩大，实现了“二次创业”，于2007年成功创建“全国优秀高职院校”。2008年12月26日，台州职业技术学院发展指导委员会成立，时任台州市副市长高敏担任委员会首任主任。2009年4月份，台职院经浙江省批准，首次自主招生。2015年5月，首次跻身入中国专科院校排行榜百强，名列第66位。
2016年6月，阿拉尔分院成立于台州全额投资建设的阿拉尔教学城内。
2019年8月26日，玉环分院在玉环市中等职技校挂牌成立。

## 校歌
台州职业技术学院的校歌为《放飞理想》，由曾任台州职业技术学院党委书记的潘璋德作词，周旭亮作曲。

## 事件

### 2024年车辆冲撞事件
2024年3月19日中午11时20分左右，台州职业技术学院发生车辆冲撞事件，肇事者为该校学生，造成3死16伤。

### 引用
1. 1 2 3  党政办. . 2016-11-08  [2020-01-10]. （原始内容存档于2017-09-12）.
2. 1 2  章诗荟. . 台州晚报. 2015-05-05. （原始内容存档于2020-09-23）.
3. ↑  洪雨成. . 台州日报. 2017-08-03.
4. ↑  金乐平; 李金国. . 科技金融时报. 2016-07-05. （原始内容存档于2022-03-12）.
5. 1 2 3  台州职业技术学院. . （原始内容存档于2017-09-12）.
6. ↑  校史资料编撰委员会 2011，第1頁
7. 1 2  校史资料编撰委员会 2011，第2頁
8. ↑  . 台州晚报. 2008-06-30.
9. ↑  陈栋; 沈伟鑫. . 台州商报. 2009-04-30. （原始内容存档于2020-09-23）.
10. ↑  刘春阳; 石继良. . 兵团日报·援疆周刊. 2016-06-13.
11. ↑  褚长勇; 潘阳滨. . 今日玉环. 2019-09-17. （原始内容存档于2020-09-20）.
12. ↑  校史资料编撰委员会 2011，第序12、序15頁
13. ↑  . 都市快报. 2024-03-20  [2024-03-21]. （原始内容存档于2024-03-21）.